# Amstel Gold Race 2009
La 44ª edición de la Amstel Gold Race se disputó el 19 de abril de 2009, sobre un trazado de 257,8 km, entre Maastricht y el Cauberg, en Valkenburg, en los Países Bajos. 
La prueba perteneció al UCI ProTour 2009.
Participaron en la carrera 24 equipos: los 18 de categoría UCI ProTeam (al ser obligada su participación); más 6 de categoría Profesional Continental mediante invitación de la organización (Cervélo Test Team, Landbouwkrediet-Colnago, Serramenti PVC Diquigiovanni-Androni Giocattoli, Topsport Vlaanderen-Mercator, Skil-Shimano y Vacansoleil Pro Cycling Team). Formando así un pelotón de 183 ciclistas de los que acabaron 123.
El ruso Serguéi Ivanov fue el vencedor, después de imponerse a sus compañeros de escapada, los holandeses Robert Gesink y Karsten Kroon. Los tres primeros clasificados de la edición anterior, Damiano Cunego, Fränk Schleck y Alejandro Valverde, tomaron parte de la salida, pero solamente Cunego pudo finalizar entre los diez primeros.
Fue muy destacada la grave caída que sufrieron Fränk Schleck y Matthew Lloyd. Schleck, con conmoción cerebral, después de ser atendido en el hospital fue dado de alta. Por su parte, Lloyd salió peor parado al fracturarse tres vértebras.

## Clasificación final
| Pos. | Ciclista              | Equipo           | Tiempo     |
| ---- | --------------------- | ---------------- | ---------- |
| 1.   | Serguéi Ivanov        | Katusha          | 6h 38' 31" |
| 2.   | Karsten Kroon         | Saxo Bank        | m.t.       |
| 3.   | Robert Gesink         | Rabobank         | + 8"       |
| 4.   | Philippe Gilbert      | Silence-Lotto    | m.t.       |
| 5.   | Damiano Cunego        | Lampre-N.G.C.    | m.t.       |
| 6.   | Christophe Riblon     | Ag2r-La Mondiale | m.t.       |
| 7.   | Nicolas Roche         | Ag2r-La Mondiale | m.t.       |
| 8.   | Nick Nuyens           | Rabobank         | m.t.       |
| 9.   | Christian Pfannberger | Katusha          | m.t.       |
| 10.  | Gustav Erik Larsson   | Saxo Bank        | m.t.       |